# Piz Zuort
Der Piz Zuort ([ˌpitsˈtsuə̯rt]ⓘ, 3119 m ü. M.) ist ein Gipfel in den Unterengadiner Dolomiten im Schweizer Kanton Graubünden.
Der Berg liegt auf dem Kamm zwischen dem Val Zuort im Nordosten und dem Val Plavna Dadora im Westen. Er liegt in unmittelbarer Nachbarschaft zum Piz da la Crappa und Piz Mingèr (südlich) und dem Piz Pisoc auf der gegenüberliegenden östlichen Talseite des Val Zuorts. Unterhalb des Berges am Ende des Val Zuort liegt der kleine Gletscher Vadret da Zuort.
Der Piz Zuort ist unter Skitouristen beliebt und wurde von Toni Hiebeler als landschaftlich reizvoll und durchgehend steil beschrieben. Während der Aufstieg über das Val Zuort erfolgt, ist die Abfahrt sowohl zurück durch das Val Zuort, als auch nach Westen und über die Fuorcla da Trigl Richtung Alp Laisch möglich.